# Anatoli Beloglazov
Anatoli Beloglazov (n. 16 septembrie 1956, Kaliningrad, RSFS Rusă, URSS) este un luptător ce a reprezentat Uniunea Republicilor Sovietice Socialiste, medaliat olimpic. A participat la o ediție a Jocurilor Olimpice (1980) în care a câștigat o medalie de aur.

## Participări
Lista de mai jos prezintă principalele competiții la care a participat Anatoli Beloglazov de-a lungul carierei.
- Jocurile Olimpice de vară din 1980[1]